# Cloruro de amonio
El cloruro de amonio, cloruro amónico o clorhidrato amónico es una sal de amonio cuya fórmula química es NH4Cl. Es una sal cristalina blanca que es altamente soluble en agua. Las disoluciones de cloruro de amonio son ligeramente ácidas. El nombre de sal amoniacal se le da a la forma mineral natural del cloruro de amonio. El mineral se forma comúnmente en la quema de vertederos de carbón a partir de la condensación de gases derivados del carbón. También se encuentra alrededor de algunos tipos de respiraderos volcánicos. Se utiliza principalmente como fertilizante y agente aromatizante en algunos tipos de regaliz. Es el producto de la reacción del ácido clorhídrico y el amoníaco.

## Historia
El cloruro amónico, denominado históricamente como sal amoníaco o sal amoniacal, ya era conocido en época romana. Plinio menciona la existencia de una sal llamada sal Hamoniaco, que aparece en los lugares secos de África hasta el Oráculo de Hamon, que tiene ingrato sabor pero que es útil en medicina.  Aunque no es seguro que este término haga referencia al concepto actual de sal amoníaco,esta sal acabó dando el nombre a los compuestos amoniaco y amonio.
Durante mucho tiempo, la sal amoniacal se obtuvo de depósitos salinos, principalmente de la cuenca de Tarím, en Asia Central. Posteriormente la utilizada en Europa, traída principalmente por comerciantes venecianos, era obtenida en zonas desérticas de Egipto, extraída de la orina y estiércol de camello. Un procedimiento semejante se utilizó en Europa a partir del Renacimiento, utilizando estiércol de herbívoros alimentados en terrenos salinos, aunque el material utilizado siguió siendo generalmente importado hasta mediados del siglo XVII, cuando el producto local se convirtió en mayoritario. En 1756, James Davie y James Hutton comenzaron la comercialización de cloruro amónico en su factoría de Edimburgo donde la extraían mediante un procedimiento que mantuvieron secreto, probablemente  a partir de los hollines de las chimeneas de otras fábricas. Sin embargo, su producción era mínima comparada con la de los otros fabricantes, que la obtenían a partir de desechos orgánicos, haciendo reaccionar el amoniaco formado con ácido clorhídrico obtenido de la sal.  Hay que hacer notar que en esa época el ácido sulfúrico ya era un producto industrial común, que permitía obtener fácilmente otros ácidos. A finales del siglo XVIII, el cloruro amónico se obtenía a partir del carbonato amónico presente en las aguas amoniacales desprendidas en la destilación del carbón, haciéndolo reaccionar directamente con ácido clorhídrico, o introduciéndolo en un  proceso más complejo para obtener también carbonato de sodio. Hasta que se consiguió la síntesis directa del amoníaco mediante el proceso de Haber-Bosch el cloruro amónico era la primera etapa de la química del amoníaco. Actualmente, la síntesis del cloruro de amonio se produce a partir de vapores de ácido clorhídrico y de amoníaco. Aunque el producto es mucho menos importante de lo que lo fue en otras épocas.

## Obtención
Es un subproducto del proceso Solvay utilizado para producir carbonato de sodio:
{\displaystyle \mathrm {2\ NaCl+CO_{2}+2\ NH_{3}+H_{2}O\longrightarrow Na_{2}CO_{3}+2\ NH_{4}Cl} }
Además de ser el método principal para la fabricación de cloruro de amonio, ese método se utiliza para minimizar la liberación de amoníaco en algunas operaciones industriales.
El cloruro de amonio se prepara en laboratorio combinando amoníaco (NH3) con cloruro de hidrógeno (gas) o ácido clorhídrico (en disolución de agua):
{\displaystyle \mathrm {NH_{3}+HCl\longrightarrow NH_{4}Cl} }
El cloruro de amonio se produce de manera natural en las regiones volcánicas, formándose en rocas volcánicas cerca de respiraderos que liberan humo (fumarolas). Los cristales se depositan directamente desde el estado gaseoso y tienden a ser de corta duración, ya que se disuelven fácilmente en agua.

## Propiedades físicas
En estado sólido la coloración varía entre incoloro y blanco. Es inodoro (a diferencia del amoníaco) e higroscópico en diversas formas. Su punto de sublimación es de 350 °C. Su densidad relativa (agua = 1) es 1,5. La presión de vapor que genera es de 0,13 kPa a 160 °C. Su masa molecular es de 53,49 g/mol.

## Reactividad química
El cloruro de amonio parece sublimarse al calentarse, pero en realidad se descompone en amoníaco y cloruro de hidrógeno gaseoso:
{\displaystyle \mathrm {NH_{4}Cl\ {\xrightarrow {\Delta T}}\ NH_{3}+\ HCl} }
El cloruro de amonio, al ser la sal ácida conjugada del amoníaco, reacciona con una base fuerte, como el hidróxido de potasio, para liberar gas amoniaco:
{\displaystyle \mathrm {NH_{4}Cl_{(s)}+KOH_{(ac)}\longrightarrow NH_{3(g)}+KCl_{(ac)}+H_{2}O_{(l)}} }
Del mismo modo, el cloruro de amonio también reacciona con carbonatos de metales alcalinos a temperaturas elevadas, dando amoníaco y cloruro de metales alcalinos:
{\displaystyle \mathrm {2\ NH_{4}Cl+Na_{2}CO_{3}\longrightarrow 2\ NaCl+CO_{2}+H_{2}O+2\ NH_{3}} }
Cuando se mezcla con ácidos concentrados de baja volatilidad (como el ácido sulfúrico o fosfórico), se forma cloruro de hidrógeno gas, que se volatiliza:
{\displaystyle \mathrm {NH_{4}Cl_{(s)}+H_{2}SO_{4(l)}\longrightarrow HCl_{(g)}+NH_{4}HSO_{4(ac)}} }

## Aplicaciones
Históricamente, el cloruro amónico se ha utilizado como medicamento, aunque su principal uso, desde época antigua, ha sido el trabajo de los metales. El cloruro de amonio es un excelente fundente y decapante, para limpiar los metales que van a soldarse, las puntas de cobre utilizadas en la soldadura con estaño y la chapa de hierro antes de su recubrimiento con zinc o estaño. Se emplea también en la fabricación de pilas secas, como mordiente para teñir tejidos y en el lavado de pieles, para generar pátinas en el bronce, en alimentación animal, tratamiento de aguas, aditivo alimentario y como abono.
Actualmente la aplicación dominante del cloruro de amonio es como fuente de nitrógeno en fertilizantes (que corresponde al 90% de la producción mundial del cloruro de amonio), como tal o en forma de fosfato de cloroamonio. Los principales cultivos fertilizados de esta manera son el arroz y el trigo en Asia.

### Aditivo alimentario
Se utiliza principalmente en la elaboración de productos de repostería y en masas fritas, para favorecer el hinchamiento y la esponjosidad. Actúa como levadura química, como acidificante, y también como nutriente para las levaduras biológicas, modificando también ligeramente el sabor.
El cloruro de amonio se usa para condimentar dulces oscuros llamados salmiak (popular en los países nórdicos y otros países cercanos), en la cocción para dar una textura crujiente a las galletas, y en el licor Salmiakki Koskenkorva para dar sabor. En Irán, Tayikistán, India, Pakistán y los países árabes se llama "Noshader" y se utiliza para mejorar la frescura de los bocadillos como las samosas y el jalebi.
El cloruro de amonio puede usarse sin problemas en alimentos dado que a diferencia del amoníaco no tiene olor ni es tóxico.

### Pilas
A principios del siglo XX, el cloruro de amonio se usaba en disolución acuosa como electrolito en las pilas de Leclanché que encontraron un uso comercial. Esas células luego evolucionaron a baterías de zinc-carbono que todavía usaban cloruro de amonio como electrolito. Fue la precursora de la moderna pila seca de zinc-carbono.

## Peligros químicos
La sustancia se descompone al calentarla intensamente o al arder, produciendo humos tóxicos e irritantes de óxidos de nitrógeno, amoníaco y cloruro de hidrógeno. La disolución en agua es un ácido débil. Reacciona violentamente con nitrato amónico y clorato potásico, originando peligro de incendio y explosión. Reacciona con concentrados de ácidos para formar cloruro de hidrógeno y bases fuertes para formar amoníaco. Reacciona con sales de plata para formar compuestos sensibles al choque. Ataca al cobre y otros compuestos.

## Almacenamiento
Se almacena separado de: nitrato amónico, clorato potásico, ácidos, álcalis, sales de plata y gasóleo. Se recomienda mantenerlo en un lugar seco.

## Escala de temperatura Fahrenheit
El cloruro de amonio es tomado como referencia para la escala de temperatura Fahrenheit (°F) de la siguiente manera:
Fahrenheit tomó como "0" de su escala la temperatura más baja que se puede alcanzar al mezclar cloruro de amonio, hielo y agua (aprox. -17,8 °C). De esta manera quería prevenir temperaturas negativas que eran habituales en otras escales en uso en aquel entonces. Como segundo punto de referencia tomó su temperatura corporal definiéndola como 100 grados.